# Seleucia
Seleucia (în greacă: Σελεύκεια), cunoscută și cu denumirea de Seleucia pe Tigru, a fost un oraș important din Mesopotamia din imperiile Seleucid, Part și Sasanid. Se afla pe malul de vest al râului Tigru, vizavi de Ctesifon, în guvernoratul Bagdad din Irak de astăzi.
Seleucia (în greacă: Σελεύκεια, Seleúkeia) a fost numită după Seleucus I Nicator, care a lărgit o așezare anterioară și a făcut din ea capitala imperiului său în jurul anului 305 î.Hr. A fost cel mai mare și mai important dintre multele orașe care i-au purtat numele, dar uneori este diferențiată ca Seleucia pe Tigru (latină Seleucia ad Tigridem) de la numele fluviului său.
În 141 î.Hr. parții lui Mithridates I a cucerit orașul, iar Seleucia a devenit capitala de vest a Imperiului Part. Tacit i-a descris zidurile și a menționat că era, chiar și sub stăpânirea parților, un oraș complet elenistic. Textele antice susțin că orașul avea 600.000 de locuitori și era condus de un senat de 300 de persoane. Era în mod clar unul dintre cele mai mari orașe din lumea occidentală; doar Roma, Alexandria și eventual Antiohia erau mai populate.
În 117 d.Hr. Seleucia a fost arsă de împăratul roman Traian în cursul cuceririi Mesopotamiei, dar în anul următor a fost cedată înapoi parților de către succesorul lui Traian, Hadrian, apoi reconstruită în stil part. A fost complet distrusă de generalul roman Avidius Cassius în 165.
Situl Seleuciei a fost redescoperit în anii 1920 de către arheologii care căutau un alt oraș mesopotamian, Opis.